# Epistolae familiares
Ne doit pas être confondu avec Epistulae ad familiares, un recueil de lettres adressées par Cicéron à des personnages de la vie publique
Epistolae familiares est un recueil de lettres en prose latine de Pétrarque édité au cours de sa vie. Il l'a appelé à l'origine Liber de diversos ad mearum Epistolarum collection (« un livre de mes lettres à des gens différents »), le titre a été raccourci pour donner titre actuel.

## Histoire
Pétrarque a découvert le recueil Epistulae ad familiares des lettres de Cicéron en 1345, qui lui a donné l'idée de regrouper de la même façon ses propres lettres. Ce n'est que quatre ou cinq ans plus tard, cependant, qu'il a commencé à réaliser le travail. 
Les lettres sont nombreuses et sont cataloguées en quatre recueils selon l'ordre et le choix retenu par l'auteur. 
Leur importance historique est de premier ordre car elles sont la principale source pour l'élaboration de la vie du poète, de sa pensée et pour les mœurs de son temps.
Les lettres sont destinées à divers personnages : à son frère moine, aux amis souvent apostrophés avec des pseudonymes classiques, aux princes, au doges de Venise, à l'Empereur, aux divers rois et cardinaux, ainsi qu'à certains grands hommes de l'antiquité comme Cicéron, Virgile entre autres.
En janvier 1350 Pétrarque a écrit une longue lettre à son cher ami Socrate comme Pétrarque l'appelait, lui consacrant la collection. Il demande à son ami de garder les lettres en toute sécurité hors de la vue des censeurs et des critiques. Depuis, ce « Socrate » a été identifié comme étant le  théoricien, musicien et moine bénédictin flamand Lodewijk Heyligen dont Pétrarque avait fait la connaissance dans le cercle du cardinal Giovanni Colonna à Avignon.

## Sections
Epistolae familiares peuvent être classées en quatre sections :
1. Familiares ou Familiarium rerum libri (lettres familières): 24 livres de 350 lettres écrites 1325et 1366. La plus connue est la XXII-2 qui expose le code du prince parfait selon les principes médiévaux, contestés par la suite par Machiavel.Epistolae familiares  a été en grande partie rédigé pendant son séjour en Provence entre 1351 à 1353, cependant il a été terminé en 1359, alors qu'il était à Milan. Pétrarque avait fait copier cette collection de lettres sur parchemin en 1359 par un certain homo ingeniosus et amicus avec un autre exemplaire effectué 1364. Il a ajouté des lettres en 1366, portant son premier recueil de lettres à 350,  classées en 24 volumes. Cette première collection de lettres appelées Epistolae familiares ont été  effectivement écrite entre 1325 et 1366[3].
2. Seniles (écrits sur la vieillesse): 18 livres avec 128 lettres écrites entre 1361 eT 1373 ; parmi ces lettres la plus connue est la longue lettre « Posteritati » qui représente une sorte d'autobiographie du poète écrite en 1351 mais retouchée jusqu'à ses dernières années de vie[4]. Le recueil a été partagé en 18 volumes[3].
3. Sine nomine (Sans nom): un livre composé de 19 lettres rédigées entre 1342 et 1358, dans lesquelles le poète par prudence censure le nom du destinataire, car le point sensible est la critique de la curie d'Avignon. En effet, Liber sine nomine (le livre sans nom) est un recueil de dix-neuf lettres écrites en latin réunies en un seul volume séparé de la collection principale lettres familières, dénonçant les frasques, le style de vie somptueux et controversé pratiqué par la papauté d'Avignon.
4. Variae ou extravagantes (Variée): un livre de 65 lettres recueillies par les admirateurs du poète après sa mort. Il existe de nombreuses lettres que Pétrarque a perdues, non éditées ou dont les originaux ont été détruits par l'auteur de peur qu'elle suscitent des critiques et ternissent l'image de sa publication. Une collection de 59 de ces lettres est détenue par Giuseppe Fracassetti.

Il existe aussi 66 Epistolae metricae (Lettres en vers), regroupées après sa mort. Il s'agit de lettres écrites en forma poétique (hexamètres) où Pétrarque évoque aussi le thème de l'amour pour Laura.